# MA-23
La MA-23 es una autovía urbana perteneciente a la Red de Carreteras del Estado que da acceso directo al Aeropuerto de Málaga-Costa del Sol (AGP). Cuenta con una longitud total de 1,5 km y su trazado discurre íntegramente por el municipio de Málaga. Absorbe el tráfico del Aeropuerto de Málaga-Costa del Sol aliviando a la autovía MA-21 como único acceso al mismo. 
La autovía comienza en el nudo formado por la MA-20 a nivel de Guadalmar. Continúa hacia al noroeste en línea recta atravesando la barriada de San Julián y la MA-21 hasta llegar al Aeropuerto de Málaga-Costa del Sol, donde termina. Se espera que en el futuro, la autovía se amplie para conectar con la MA-30 (A-7) y proporcionar un acceso por el norte al aeropuerto. 

## Importancia
Alivia la situación de colapso de la MA-21 (antigua N-340) como único modo de acceder al Aeropuerto de Málaga-Costa del Sol (AGP) y en el futuro continuará hacia el norte para enlazar con la A-7 (Barcelona-Algeciras).